# Сатурнин Веронский
Сатурнин (умер ок. 320 года) — святой епископ веронский. День памяти — 7 апреля.
Святой Сатурнино был пятым епископом Вероны. В официальной хронике епархии Вероны он упоминается после святого Прокла, который возглавлял епархию с 260 до 314 года и святым Лучилло, бывшим епископом с 343 по 356 года. Детали его жизни неизвестны.

В Catalogus Sanctorum Ecclesiae Veronensis епископ Франко Сегала (Franco Segala) упоминает похвалу из мартиролога веронской церкви: 
Veronae sancti Saturnini eiusdem urbis (qui admirabili humanarum et divinarum rerum doctrina conspicuus meritis plenus ad coelestia regna migravit)
.
Святой Сатурнин скончался 7 апреля, год кончины неизвестен. Он был похоронен, по словам Джана Джакомо Дионисия (Gian Giacomo Dionisi), в крипте храма св. Прокла, первого кафедрального собора города. Согласно Corna Da Soncino, мощи святого были перезахоронены в VI веке в церкви Сан-Стефано.
В римском мартирологе святой Сатурнин упоминался 7 апреля.